# كريس فووت (لاعب كرة قدم)
كريس فووت (بالإنجليزية: Chris Foote)‏ هو لاعب كرة قدم بريطاني في مركز الوسط، ولد في 19 نوفمبر 1950 في بورنموث في المملكة المتحدة. لعب مع كامبريدج يونايتد ونادي بورنموث ونادي ويموث.